# Stazione di Paderno Dugnano
Stazione di Paderno Dugnano vasútállomás Olaszországban, Lombardia régióban, Paderno Dugnano településen.

## Vasútvonalak
Az állomást az alábbi vasútvonalak érintik:
- Milánó–Asso-vasútvonal

## Kapcsolódó állomások
A vasútállomáshoz az alábbi állomások vannak a legközelebb:
- Stazione di Cusano Milanino
- Stazione di Palazzolo Milanese